# アジズジョン・ガニエフ
アジズジョン・アリホン・オルリ・ガニエフ（ウズベク語: Azizjon Alijon o'g'li G'aniev, Азизжон Алижон оглы Ғаниев、1998年2月22日 - ）は、ウズベキスタンのサッカー選手。ウズベキスタン代表。ポジションはMF。

## クラブ歴
ナサフ・カルシの下部組織出身でトップチームに昇格。2020年2月にアル・アハリ・ドバイに完全移籍。

## 代表歴
アンダー代表としてAFC U-23選手権に2回出場した。
A代表としては2017年11月14日に行われたアラブ首長国連邦代表との親善試合で初出場。